# 160.
160. je sedmo desetletje v 2. stoletju med letoma 160 in 169. 